# Martín Berasategui
Pour les articles homonymes, voir Berasategui.
Martín Berasategui Olazábal, né le 27 avril 1960 à Saint-Sébastien, est un cuisinier basque-espagnol réputé.

## Biographie
Son restaurant le plus connu "Martín Berasategui", auquel le guide Michelin accorde trois étoiles, se trouve à Lasarte, dans la Communauté autonome basque ; ouvert depuis mai 1993, il détient également le titre du meilleur restaurant du monde décerné par les usagers de Tripadvisor (prix Traveller's choice) depuis deux ans. Il est également propriétaire de deux restaurants à Saint-Sébastien et Bilbao.
Tous les jeudis, il participe à l'émission culinaire de David de Jorge (es) Robin Food: Atracón a mano armada diffusée sur ETB 2 et rediffusée sur ETB Sat.
Il a écrit une dizaine de livres et donné ses conseils de cuisine a la télévision; mais aussi sur la radio espagnole Cadena Ser  tous les vendredis soir Il conseille également d'autres restaurants.
Son restaurant à Tenerife ; dans l'archipel des Canaries, a aussi deux étoiles. 
Martín Berasategui a actuellement à son actif douze étoiles Michelin et devient le chef le plus étoilé d'Espagne. 
En 2013, il reçoit un doctorat honoris causa par l'université de Tours (France),.
En 2019, il reçoit la Médaille d'or du mérite des beaux-arts, décernée par le Ministère de la Culture espagnol.